# Vysoká hole
Vysoká hole (historyczna nazwa niem. Hohe Heide) – szczyt (góra) o wysokości 1465 m n.p.m. (podawana jest też wysokość 1464 m n.p.m. , 1463,7 m n.p.m.  lub 1463 m n.p.m. ) w paśmie górskim Wysokiego Jesionika (cz. Hrubý Jeseník), w północno-wschodnich Czechach, w Sudetach Wschodnich, w obrębie gminy Malá Morávka, na historycznej granicy Śląska i Moraw, wyznaczonej przez stojący na górze w odległości około 430 m na południowy zachód od szczytu kamień graniczny z piaskowca, z 1681 roku. Kamień ten jednocześnie wyznaczał granice trzech państw feudalnych, które tu się zbiegały: zakonu krzyżackiego z Bruntálu, państwa velkolosińskiego i państwa janovickiego. Rozległość góry (powierzchnia stoków) szacowana jest na około 11,5 km², a średnie nachylenie wszystkich stoków wynosi około 9°.

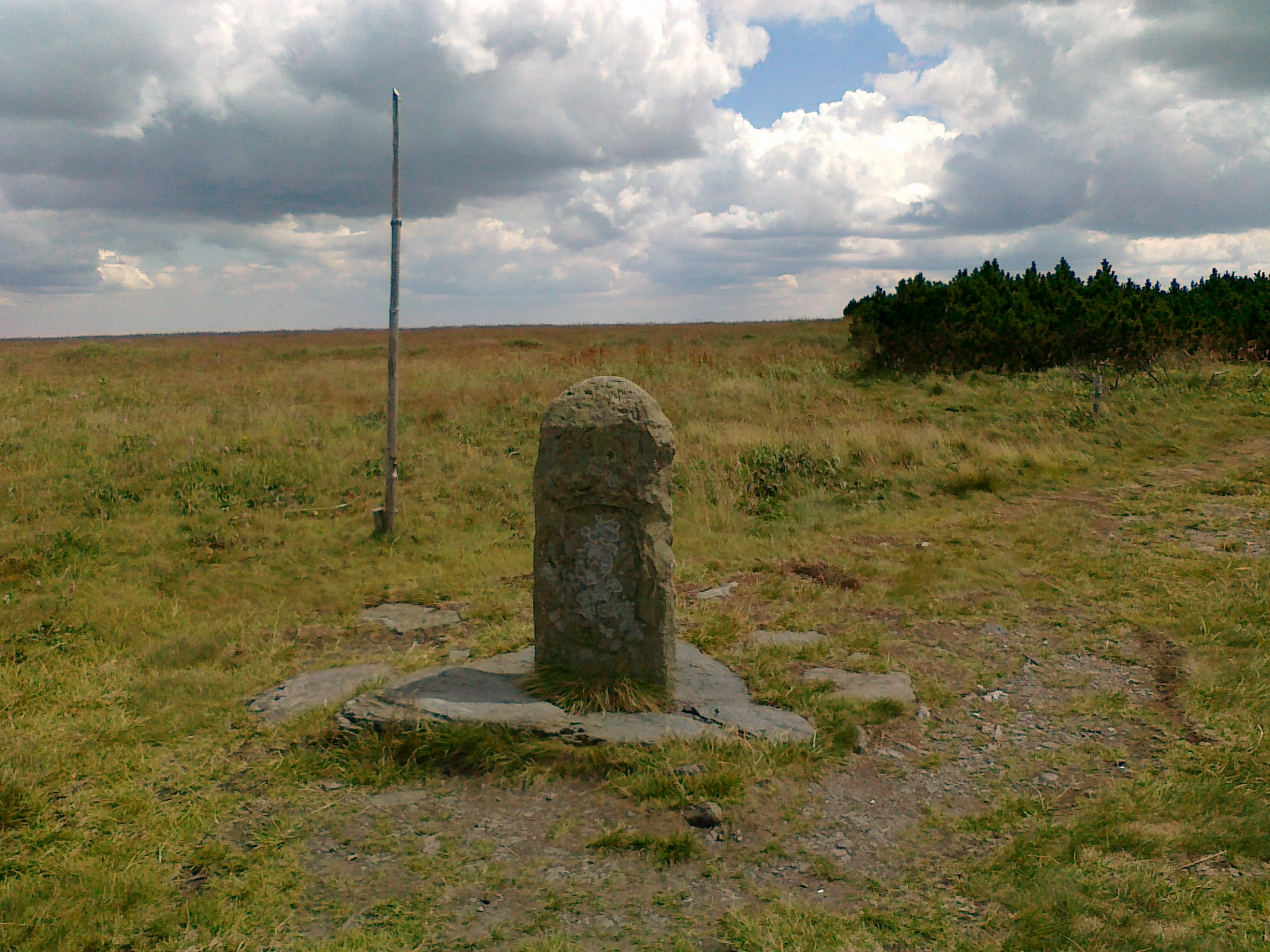
Kamień graniczny na górze Vysoká hole (2015 rok)

## Historia
Ścieżka główna przechodząca przez górę znana była od około 1500 roku. Wykorzystywana w przeszłości przez: myśliwych, pasterzy a w późniejszch czasach przez wojsko. Już podczas wojny prusko-austriackiej w 1866 roku, w lipcu na górze przebywał ukrywający się przed Prusakami oddział partyzantów austriackiego dowódcy Alfreda von Vivenota. W latach 1919–1922 na górze rozpościerał się poligon artyleryjski wojsk czechosłowackich. W czasie II wojny światowej na górze niemiecka Luftwaffe budowała stację radarową oraz wiosną 1944 roku lotnisko, które nie ukończono (ślady widoczne z „lotu ptaka”) dla niewielkich samolotów zwiadowczych. Do XIX wieku góra Vysoká hole uważana był za najwyższą w Wysokim Jesioniku. Dopiero późniejsze, precyzyjniejsze pomiary wysokości pokazały wyższość Pradziada (cz. Praděd)).

### Katastrofa lotnicza
Góra ma w swojej historii tragiczne zdarzenie. 27 lutego 1950 roku, o godz. 7:31 czasu GMT doszło do katastrofy lotniczej samolotu pasażerskiego czechosłowackich linii lotniczych (ČSA) typu Douglas DC-3 pod dowództwem kapitana Václava Soukupa lecącego z Ostrawy do Pragi. Na pokładzie znajdowało się 4 członków załogi i 27 pasażerów. W trudnych warunkach atmosferycznych (mgła, mżawka, silny wiatr i niska temperatura) samolot rozbił się o górę. Dzięki akcji ratowniczej podjętej przez założoną w 1948 roku służbę Pogotowia Górskiego w Wysokim Jesioniku pod kierownictwem jej założyciela Václava Myšáka przy współudziale wojskowych spadochroniarzy, podczas której rannych transportowano do schroniska Ovčárna i szpitali w Bruntálu i Rýmařovie, udało się uratować 25 pasażerów i 1 członka załogi. Jak ustalono przyczyną katastrofy były błędy pilotażu: nieprzestrzeganie zalecenia minimalnej wysokości lotu i zboczenie z planowej trasy lotu spowodowane błędami nawigacji w trudnych warunkach atmosferycznych.

## Charakterystyka

### Lokalizacja
Vysoká hole jest drugą co do wysokości (po górze Pradziad) górą Czeskiego Śląska, Moraw i części Wysokiego Jesionika (mikroregionu) o nazwie Masyw Pradziada (cz. Pradědská hornatina). To bardzo rozległa góra o wyrównanej i spłaszczonej połaci szczytowej (około 20 ha), oddalona o około 2,5 km na południe od góry Pradziad, leżąca na jego głównym grzbiecie, ciągnącym się od przełęczy Červenohorské sedlo do przełęczy Skřítek. Jest dobrze rozpoznawalna jako góra masywna o niemal poziomym kształcie części szczytowej, leżąca przy charakterystycznym „zębie” skaliska szczytowego sąsiedniej góry Petrovy kameny.
Górę ograniczają: od północy przełęcz U Barborky oraz dolina potoku Biała Opawa (cz. Bílá Opava), od wschodu przełęcz o wysokości 1018 m n.p.m. w kierunku szczytu Hradečná, od południowego wschodu dolina potoku Bělokamenný potok, przełęcz o wysokości 1206 m n.p.m. w kierunku szczytu Temná oraz przełęcz o wysokości 1028 m n.p.m. w kierunku szczytu Ráztoka, od południowego zachodu szczyt Kamzičník oraz dolina potoku Divoká Desná i od północnego zachodu dolina potoku Sviní potok. Otaczają ją liczne szczyty: od północy Petrovy kameny, od północnego wschodu Ostrý vrch i Hradečná, od wschodu U pecí, od południowego wschodu Temná i Ráztoká, od południa Kamzičník i od południowego zachodu: Nad soutokem, Zámčisko–SZ i Zámčisko–S. 

### Stoki

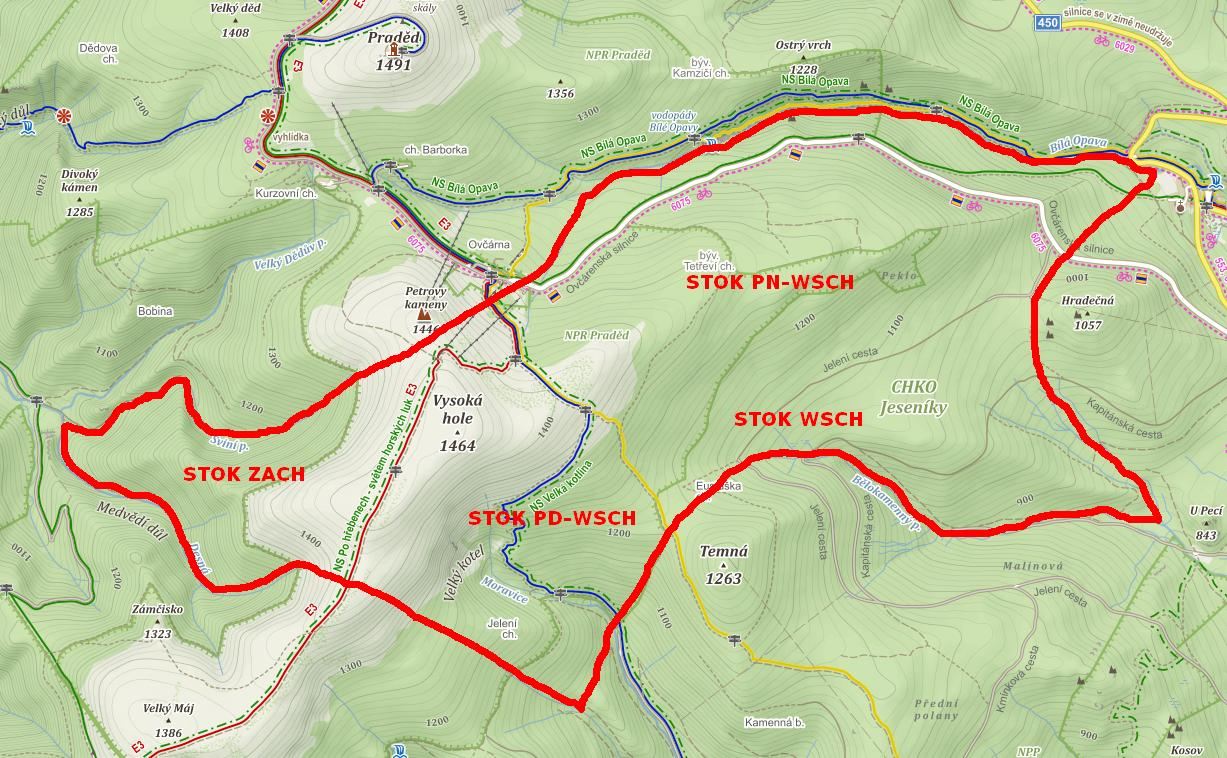
Mapa rozległości i stoków góry Vysoká hole

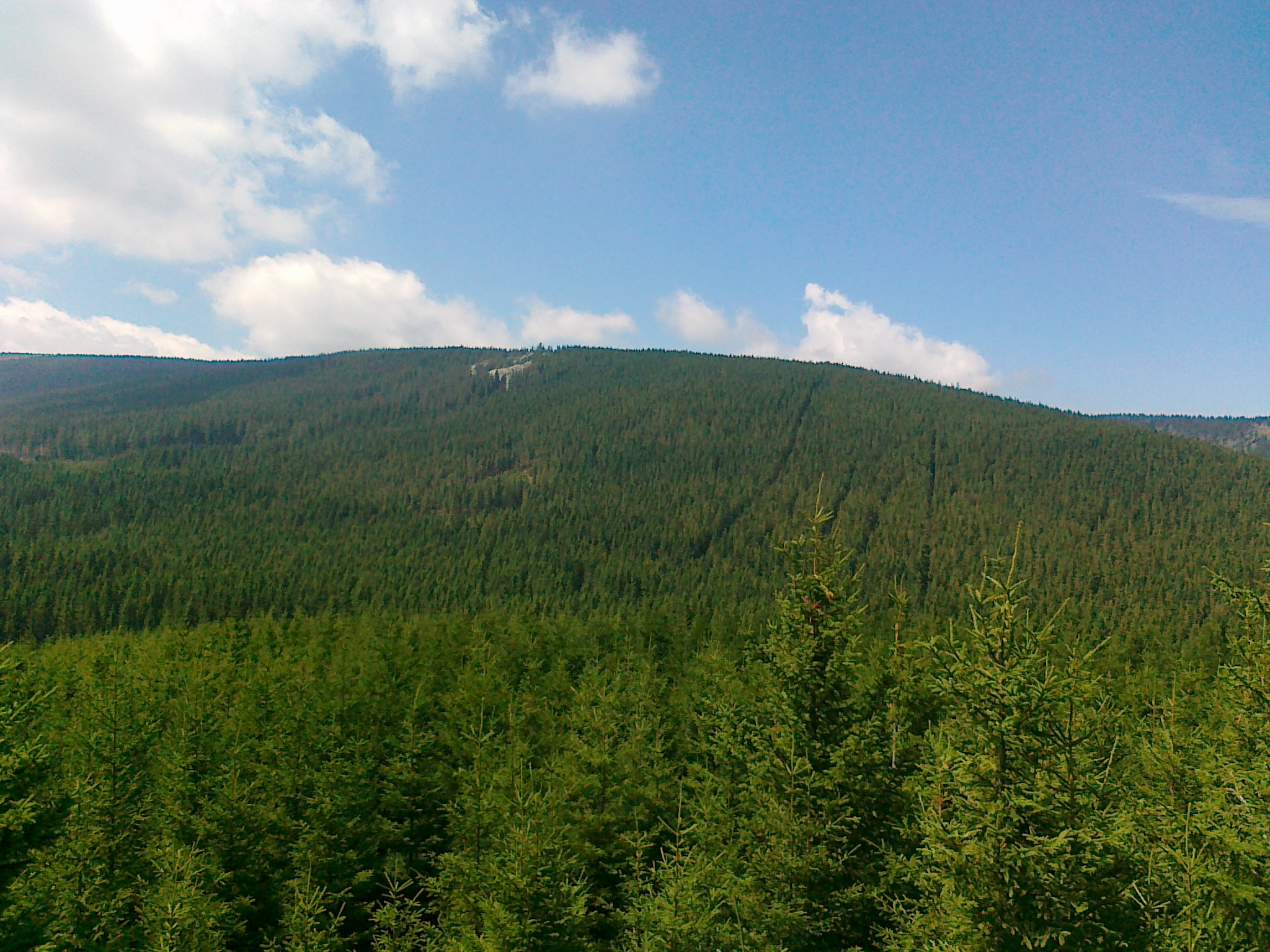
Widok ze skaliska blisko szczytu Hradečná na Suť (kamienne morze) na stoku góry Vysoká hole (2014 rok)

Zasadniczo można wyróżnić cztery podstawowe stoki góry: 
- zachodni, ciągnący się od połaci szczytowej do góry Nad soutokem, ograniczony dwoma żlebami o nazwach Sviní žleb[a] (od północy) i Medvědí důl (od południa), bardzo stromy o średnim nachyleniu na odcinku 50 m dochodzącym do 45°
- północno-wschodni ciągnący się do przełęczy położonej na wysokości 1018 m n.p.m., w kierunku góry Hradečná, ograniczony od północy doliną potoku Biała Opawa
- wschodni o nazwie Dlouhý vrch, najdłuższy (około 4,8 km), ciągnący się do góry o nazwie U pecí, ograniczony od południa doliną potoku Bělokamenný potok
- południowo-wschodni ciągnący się do przełęczy położonej na wysokości 1206 m n.p.m., w kierunku góry Temná

Na niektórych mapach występuje na stoku północno-wschodnim góry dodatkowy szczyt o nazwie Suť (1224 m n.p.m.) . Z uwagi jednak na słabe zróżnicowanie i ekspozycję tego szczytu na tle stoku, nowsze opracowania i pomiary sugerują, aby tę nazwę przypisać raczej do części stoku , na którym występuje tzw. Kamienne morze, obszar pokryty gruzem skalnym, powstałym na skutek działania erozji. 
Na stokach góry widoczne są zarośnięte trawami leje (o średnicy do 10 m i głębokości do 1,5 m) po ćwiczeniach artyleryjskich w latach 1919–1922 i być może po wybuchach bomb z czasów II wojny światowej. Wszystkie stoki (poza wytyczonymi szlakami turystycznymi) pokryte są siecią dróg (m.in. Ovčárenská silnice, Jelení cesta) i ścieżek. Przemierzając je zaleca się korzystanie ze szczegółowych map, ułatwiających orientację w terenie.
Stoki mają łagodne, stosunkowo jednolite i mało zróżnicowane nachylenia. Średnie nachylenie stoków waha się bowiem od 11° (stok zachodni) do 8° (stok północno-wschodni i wschodni). Średnie nachylenie wszystkich stoków góry (średnia ważona nachyleń stoków) wynosi około 9°. Maksymalne średnie nachylenie stoku zachodniego w pobliżu żlebu Sviní žleb na odcinku 50 m nie przekracza 45°.
Poniżej wysokości około (1300–1350) m n.p.m. wszystkie stoki są zalesione w zdecydowanej większości borem świerkowym . Powyżej zaś tych wysokości występują obszary niezalesione, pokryte przeważnie łąką wysokogórską. W cyrku lodowcowym (kotlina Velký kotel), dzięki zróżnicowanym warunkom środowiskowym i zmiennemu mikroklimatowi, występuje obok siebie roślinność górska i nizinna – rośliny tundry, wysokogórska, naskalna, ciepłolubna oraz roślinność źródlana, mokradeł, a niżej leśna w różnych odmianach. Ponadto na niektórych stokach występują grupy skalne (na stoku północno-wschodnim, blisko doliny Białej Opawy na wysokościach około (1095–1140) m n.p.m. oraz na stoku południowo-wschodnim, blisko kotliny Velký kotel na wysokościach (1246–1310) m n.p.m.). 

### Szczyt główny

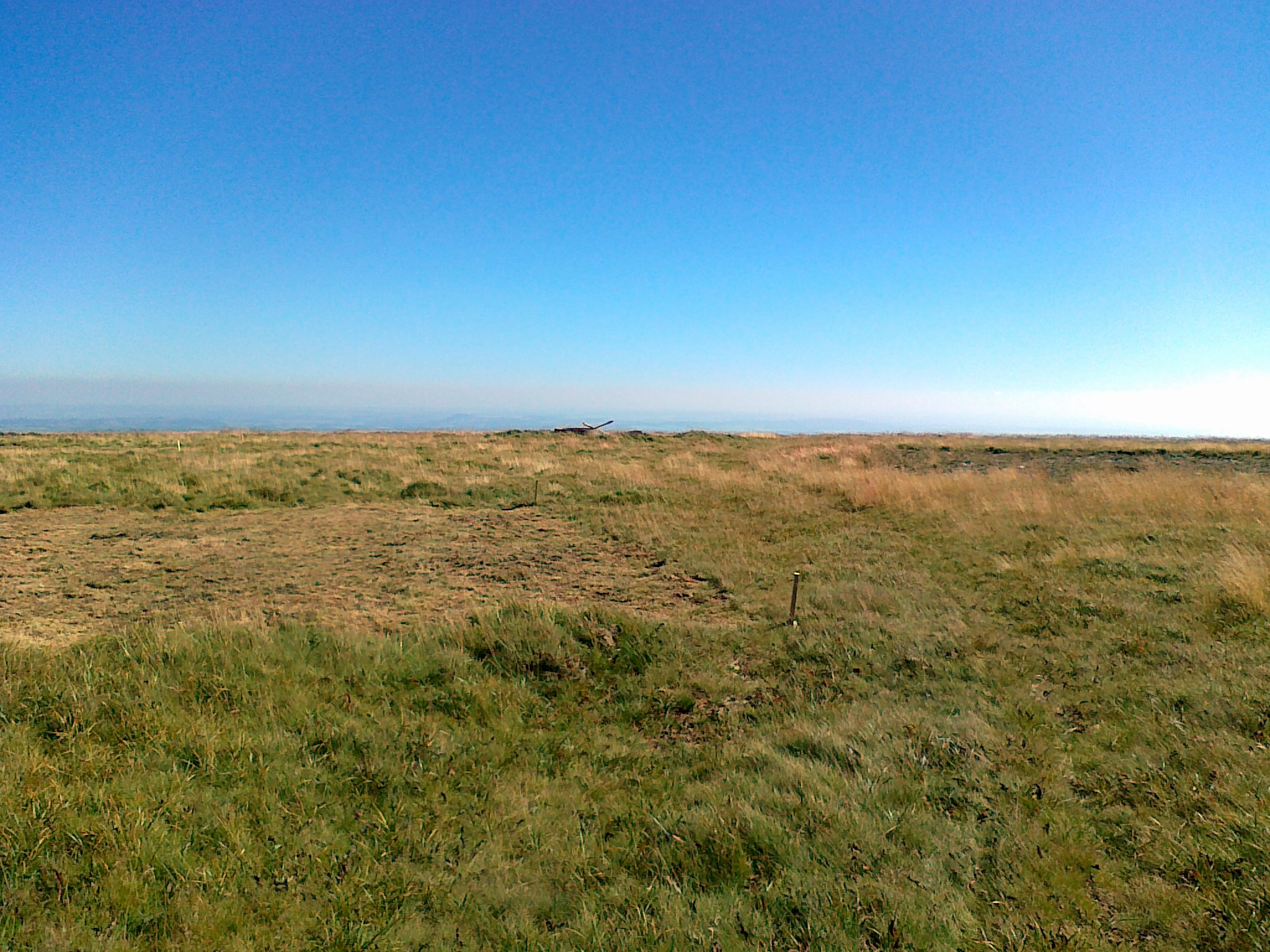
Połać szczytowa góry Vysoká hole (2020 rok)

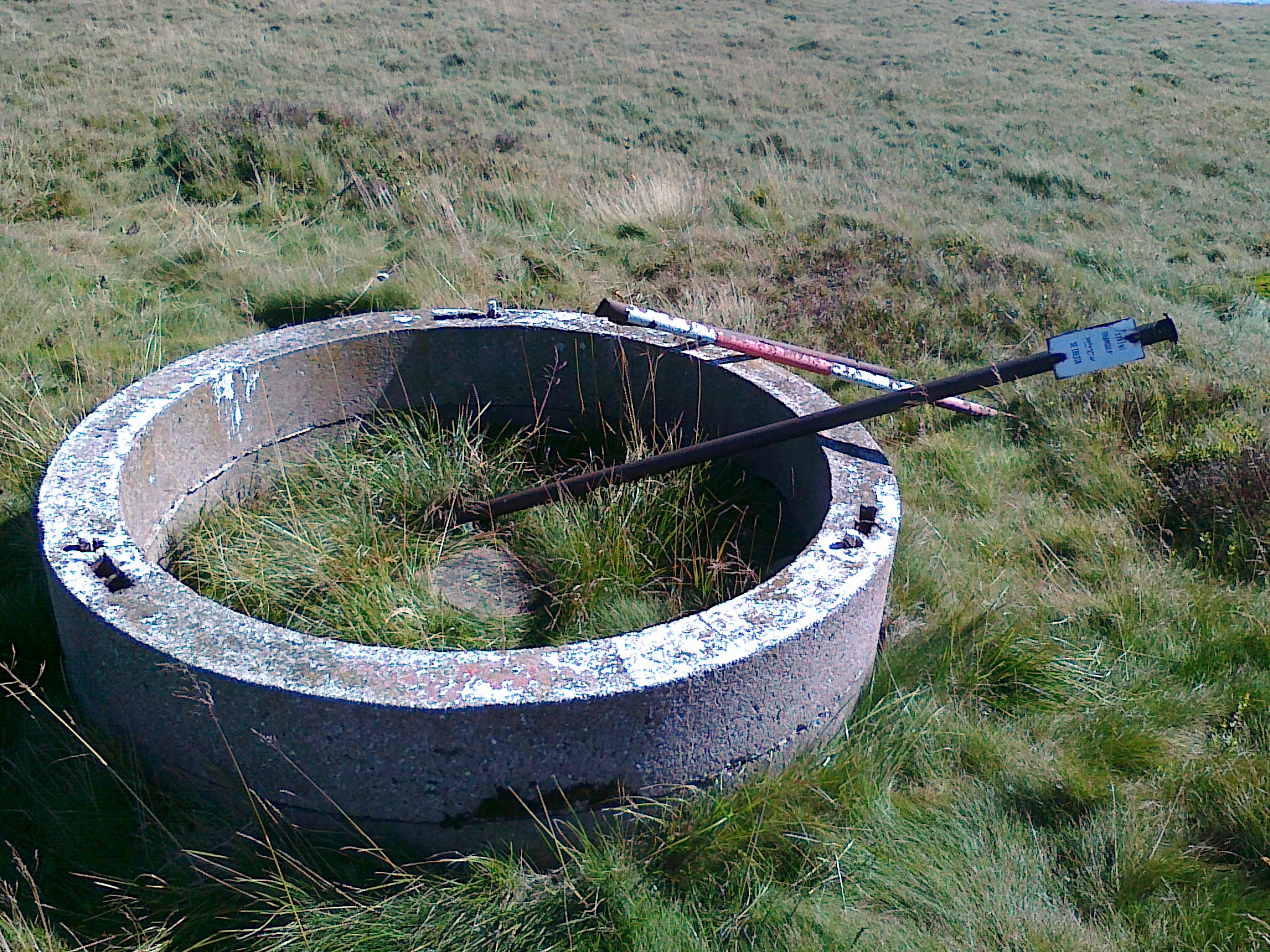
Obudowany betonowymi kręgami punkt geodezyjny na połaci szczytowej góry Vysoká hole (2020 rok)

Na szczyt główny nie prowadzi żaden znakowany szlak turystyczny. Znajduje się on wśród połaci pokrytej trawą wysokogórską. Najwyższy punkt góry o wysokości 1464,8 m n.p.m. ma współrzędne geograficzne (50°03′45,48″N 17°14′08,17″E/50,062633 17,235603). Na mapach podawane jest inne miejsce uznane za szczyt góry, a mianowicie główny punkt geodezyjny góry, oznaczony na mapach geodezyjnych numerem (35.) o wysokości 1463,67 m n.p.m. oraz współrzędnych geograficznych  (50°03′43,68″N 17°14′11,11″E/50,062133 17,236419), obudowany w celu lepszej lokalizacji betonowymi kręgami (słupki przy nim uległy złamaniu), oddalony o około 87 m na południowy wschód od szczytu głównego . Połać szczytowa jest wybitnym punktem widokowym, z której roztaczają się dalekie perspektywy.
Orientacyjne dojście na szczyt główny następuje z czerwonego szlaku turystycznego  od którego biegnie przez połać szczytową, słabo widoczna, nieoznakowana zarośnięta droga. W kierunku szczytu Petrovy kameny znajduje się przełęcz o nazwie Sedlo u Petrových kamenů, położona na wysokości 1432 m n.p.m.

### Szczyt drugorzędny

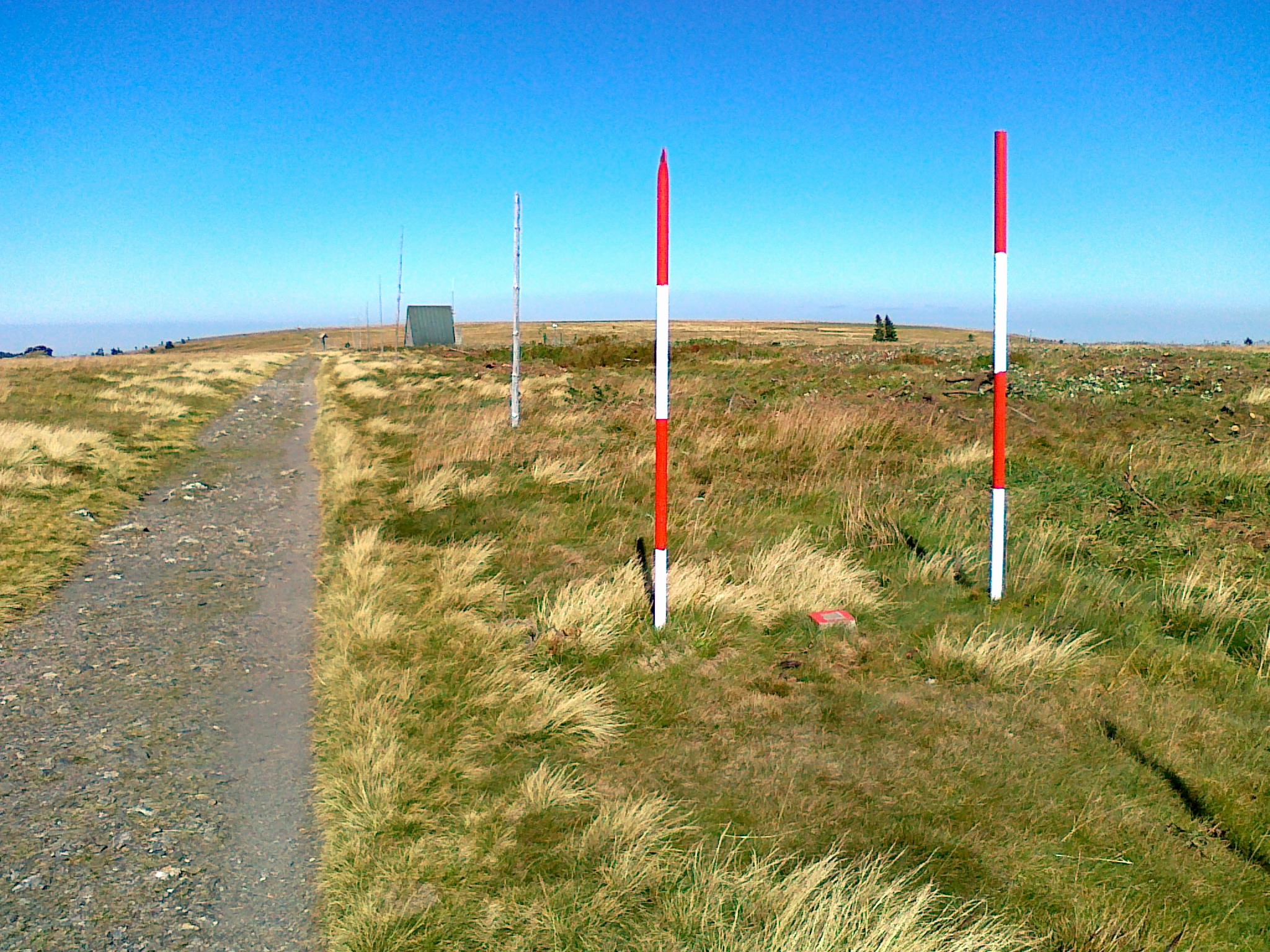
Widok ze ścieżki głównej na chatkę i punkt geodezyjny na drugorzędnym szczycie Vysoká hole–JZ (w dali połać szczytowa góry Vysoká hole) (2020 rok)

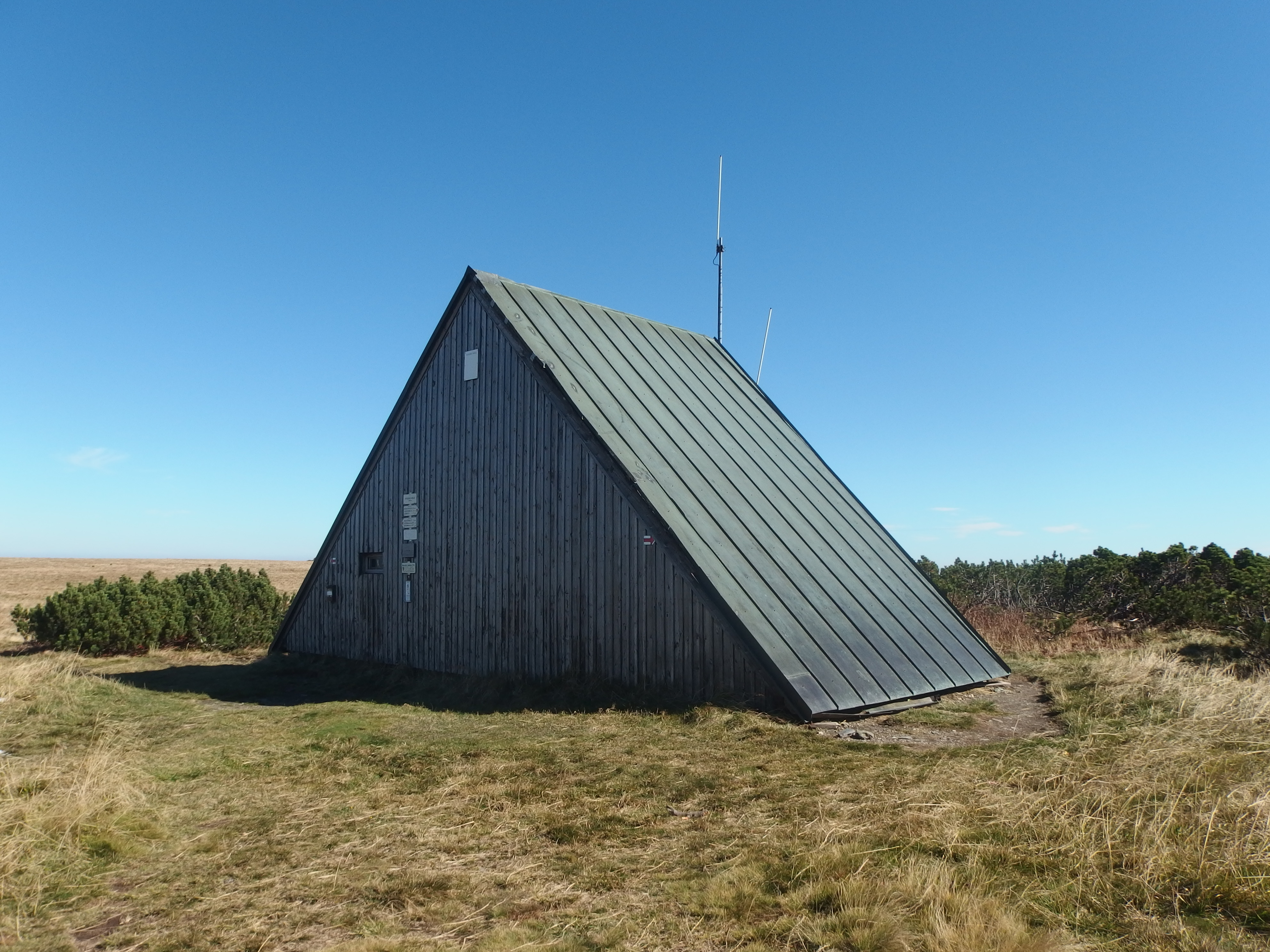
Drewniana chatka koło przystanku turystycznego o nazwie Vysoká hole (2018 rok)

Vysoká hole jest górą o podwójnym szczycie. W odległości około 575 m na południowy zachód od szczytu głównego można wyróżnić drugorzędny szczyt określony jako Vysoká hole–JZ o tej samej wysokości co szczyt główny – 1465 m n.p.m., wybitności 4 m i współrzędnych geograficznych (50°03′31,04″N 17°13′49,43″E/50,058622 17,230397) . W miejscu tym znajduje się drugorzędny punkt geodezyjny, oznaczony na mapach geodezyjnych numerem (211.), o wysokości 1464,66 m n.p.m., z widocznymi koło niego zamontowanymi dwoma, stalowymi słupkami, położony w odległości około 150 m na południowy zachód od drewnianej chatki przy przystanku turystycznym o nazwie Vysoká hole .
Obie połacie szczytowe połączone są ścieżką główną, którą biegnie czerwony szlak turystyczny  oraz najwyższą, mało wybitną (4 m) przełęczą pasma Wysokiego Jesionika o wysokości 1461 m n.p.m. Połać drugorzędnego szczytu jest wybitnym punktem widokowym na otaczające szczyty gór i pasma górskie. 

### Geologia
Pod względem geologicznym góra Vysoká hole należy do jednostki określanej jako warstwy vrbneńskie i zbudowana jest ze skał metamorficznych: głównie blasto-mylonitów, gnejsów, fyllitów, fyllonitów (muskowitów, biotytów, chlorytów), łupków zieleńcowych, skał osadowych: głównie kwarcytów oraz skał magmowych: głównie meta-granitoidów. 

### Wody
Grzbiet główny (grzebień) góry Pradziad, biegnący od przełęczy Skřítek do przełęczy Červenohorské sedlo oraz dalej do przełęczy Ramzovskiej (cz. Ramzovské sedlo) jest częścią granicy Wielkiego Europejskiego Działu Wodnego, dzielącej zlewiska Morza Bałtyckiego i Morza Czarnego . 
Góra leży na tej granicy, na zlewiskach Morza Bałtyckiego (dorzecze Odry) na stokach: wschodnim, północno-wschodnim i południowo-wschodnim oraz Morza Czarnego (dorzecze Dunaju) na stoku zachodnim. Na stoku południowo-wschodnim góry ma swoje źródło rzeka: Moravice , na stoku wschodnim potok Bělokamenný potok, a na stoku zachodnim rzeka Divoká Desná.
W odległości około 560 m na południowy wschód od szczytu głównego, blisko niebieskiego szlaku turystycznego , na wysokości około 1258 m n.p.m. występuje źródło o nazwie (cz. Pramen Moravice). Ponadto w odległości około 2460 m na północny wschód od szczytu, przy żółtym szlaku turystycznym , na wysokości około 1090 m n.p.m. występuje inne źródło o nazwie (cz. Pramen u vodopádů).
Poza tym na potoku Biała Opawa występują wodospady o nazwie wodospady Białej Opawy (cz. Vodopády Bílé Opavy), przy żółtym szlaku turystycznym , z których największy, a zarazem główny (cz. Velký vodopád) położony jest na wysokości około 1130 m n.p.m. i ma wysokość 7,9 m. Pod głównym wodospadem są mniejsze stopnie i kaskady na długości około 40 m i różnicy wysokości około 10 m.

## Ochrona przyrody
Cała spłaszczona połać szczytowa oraz górne części jej stoków znajdują się w otoczeniu narodowego rezerwatu przyrody Praděd powstałego w 1991 roku o powierzchni około 2031 ha, z połączenia 6 odrębnych rezerwatów: Petrovy kameny, Velká kotlina, Malá kotlina, Vrchol Pradědu, Divoký důl i Bílá Opava, będącego częścią wydzielonego obszaru objętego ochroną o nazwie Obszar Chronionego Krajobrazu Jesioniki (cz. Chráněná krajinná oblast (CHKO) Jeseníky), a utworzonego w celu ochrony utworów skalnych, ziemnych i roślinnych oraz rzadkich gatunków zwierząt. Na stoku południowo-wschodnim góry rozciąga się rezerwat przyrody Velká kotlina.

### Ścieżki dydaktyczne
W celu ochrony unikalnego ekosystemu na obszarze rezerwatu wyznaczono w 1971 roku ścieżkę dydaktyczną Velká kotlina (cz. Naučná stezka Velká kotlina) wzdłuż niebieskiego szlaku turystycznego  o długości 5,5 km na odcinku: 
 Karlov pod Pradědem – Nad Ovčárnou (z 7 stanowiskami obserwacyjnymi na trasie)
Ponadto wzdłuż grzbietu głównego wytyczono w 2009 roku inną ścieżkę dydaktyczną (cz. Naučná stezka Po hřebenech – světem horských luk) o długości 12 km na odcinku:
 Ovčárna – Skřítek (z 12 stanowiskami obserwacyjnymi na trasie).

### Rezerwat przyrody Velká kotlina

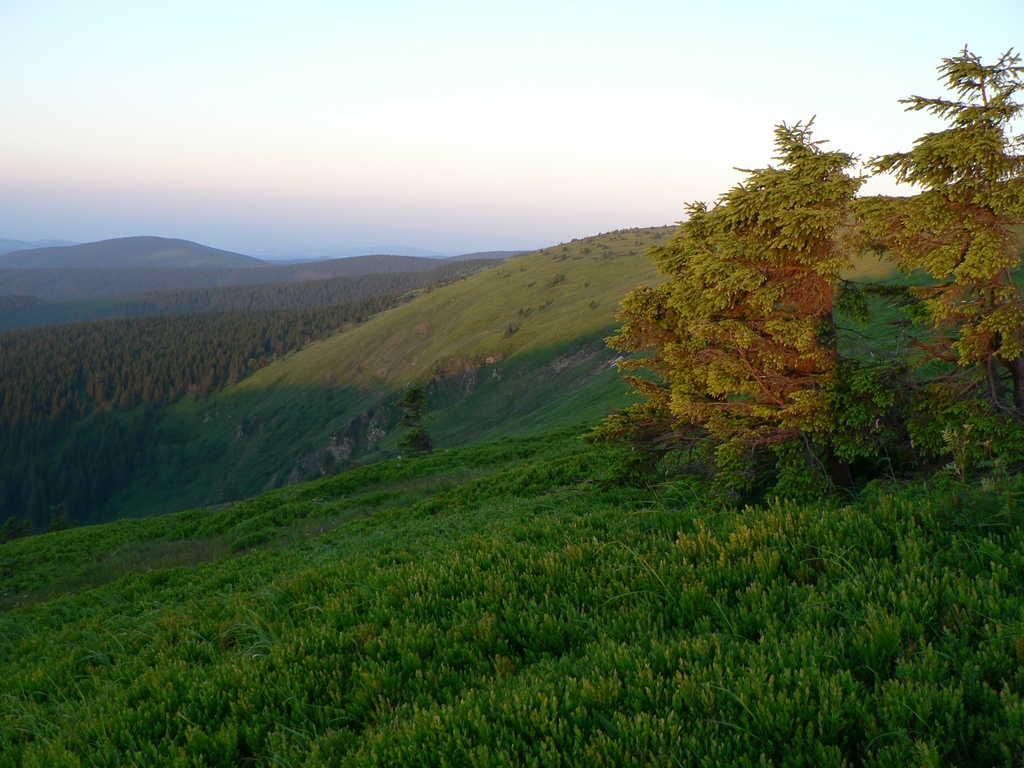
Widok na rezerwat Velká kotlina (2008 rok)

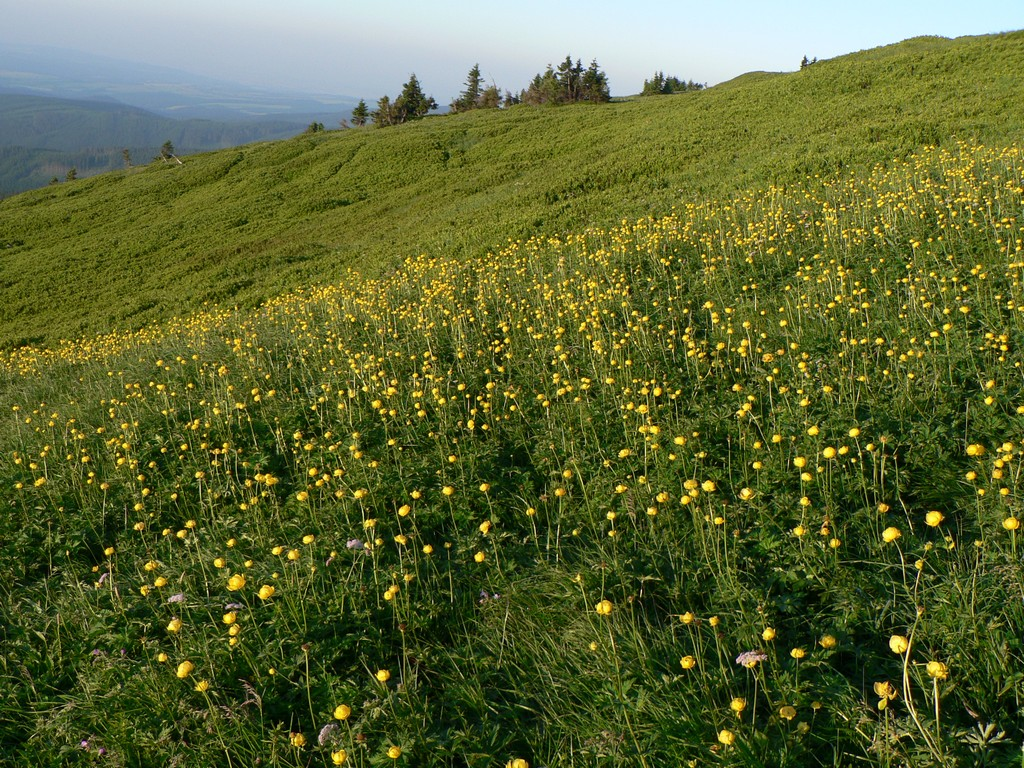
Stok góry Vysoká hole z łąką rezerwatu Velká kotlina (2008 rok)

To najwybitniejszy rezerwat przyrody w Wysokim Jesioniku, tworzący najcenniejsze botaniczne skupiska w Sudetach, Czechach, a nawet w całej Europie Środkowej z liczną i rzadką roślinnością. Na stoku południowo-wschodnim góry znajduje się cyrk lodowcowy. Są tu strome ściany, skaliska, żleby, po których ścieka szereg niewielkich potoków, tworzących małe wodospady. Występuje tu górska i nizinna roślinność, przede wszystkim rośliny tundry, a obok nich rośliny ciepłolubne czy roślinność źródlana, w sumie około 450 gatunków (niektóre unikalne), wśród których można wyróżnić: tojad lisi, tojad sudecki, miłosna górska, zanokcica zielona, aster alpejski, wietlica alpejska, rdest wężownik, trzcinnik leśny, trzcinnik owłosiony, dzwonek brodaty, turzyca Buxbauma, dziewięćsił bezłodygowy, modrzyk górski, szczwoligorz tatarski, kukułka Fuchsa, ostróżka wyniosła, goździk pyszny, naparstnica zwyczajna, omieg górski, rosiczka okrągłolistna, wełnianka wąskolistna, świetlik nadobny, kostrzewa pstra, goryczka kropkowana, szarota norweska, gółka długoostrogowa, siekiernica górska, jastrzębiec pomarańczowy, prosienicznik jednogłówkowy, sit skucina, lilia złotogłów, dziewięciornik błotny, tłustosz pospolity, wiechlina alpejska, paprotnik ostry, głowienka wielkokwiatowa, jaskier platanolistny, różeniec górski, rozchodnik alpejski, leniec alpejski, storczyca kulista, wełnianeczka alpejska, siódmaczek leśny, pełnik alpejski, ciemiężyca biała czy fiołek żółty sudecki.
Duże zasługi w poznaniu uroku rezerwatu miał niemiecki botanik polskiego pochodzenia Henryk Emanuel Grabowski. Na obszarze rezerwatu żyje również wiele cennych, chronionych zwierząt, między innymi sprowadzona tu w 1913 roku z Alp, kozica. Velká kotlina to obszar, na którym w okresie ośnieżenia mogą występować lawiny śnieżne. Pokrywa śnieżna utrzymuje się tu niemalże do czerwca.

## Turystyka

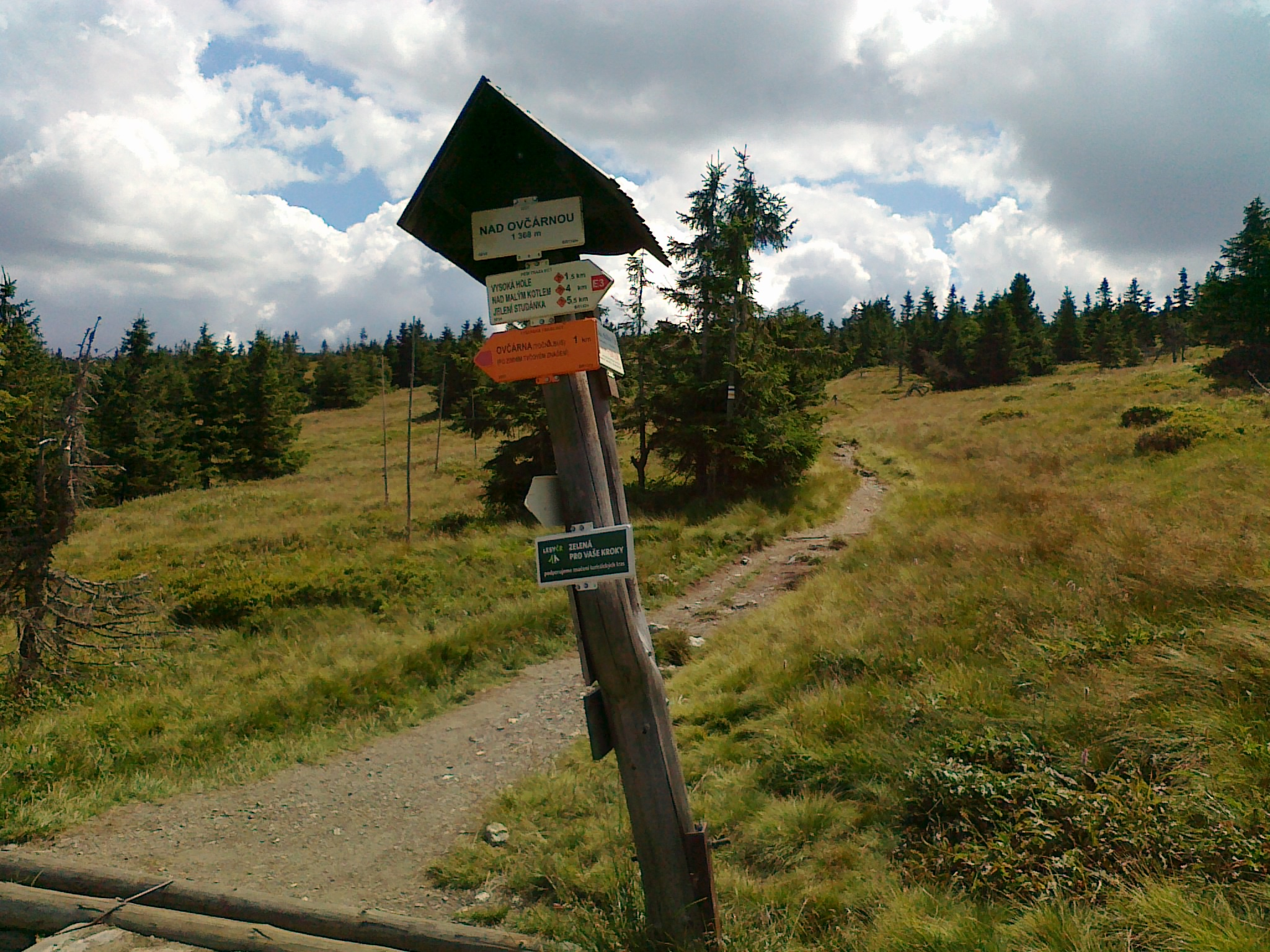
Skrzyżowanie turystyczne Nad Ovčárnou na stoku góry Vysoká hole (2015 rok)

W obrębie góry nie ma żadnego schroniska lub hotelu górskiego, natomiast w odległości około 1 km od szczytu góry przy drodze Hvězda – Pradziad, na stoku góry Petrovy kameny znajdują się hotele górskie: Ovčárna i Figura oraz schronisko Sabinka. Nieco dalej, bo około 2,3 km na północ od szczytu, na wieży Pradziad: hotel Praděd, około 1,7 km na północ od szczytu schronisko Barborka i około 1,7 km na północny zachód od szczytu hotel Kurzovní chata.
Kluczowym punktem turystycznym góry jest skrzyżowanie turystyczne położone w odległości około 560 m na północny wschód od szczytu o nazwie (cz. Nad Ovčárnou) z podaną na tablicy informacyjnej wysokością 1368 m, przez które przechodzą szlaki turystyczne i ścieżki dydaktyczne. 

### Chaty łowieckie
Na stokach góry położone są dwie chaty, ale nie mają one charakteru typowych schronisk turystycznych, zalicza się je do tzw. chat łowieckich.
| Chaty na stokach góry Vysoká hole |                  |                           |                                                                  |                                               |
| Lp.                               | Chata            | Odległość od szczytu m    | Lokalizacja                                                      | Współrzędne geograficzne                      |
| 1                                 | Eustachova chata | 1830 na wschód            | stok południowo-wschodni, blisko przełęczy w kierunku góry Temná | 50°03′33,4″N 17°15′21,9″E/50,059278 17,256083 |
| 2                                 | Jelení chata (1) | 1300 na południowy wschód | stok południowo-wschodni, blisko kotliny Velká kotlina           | 50°03′03,5″N 17°14′31,4″E/50,050972 17,242056 |

### Szlaki turystyczne
Klub Czeskich Turystów (cz. Klub Českých Turistů) wytyczył w obrębie góry cztery szlaki turystyczne na trasach:
 Červenohorské sedlo – góra Velký Klínovec – przełęcz Hřebenová – szczyt Výrovka – przełęcz Sedlo pod Malým Jezerníkem – szczyt Malý Jezerník – góra Velký Jezerník – przełęcz Sedlo Velký Jezerník – schronisko Švýcárna – góra Pradziad – przełęcz U Barborky – góra Petrovy kameny – Ovčárna – przełęcz Sedlo u Petrových kamenů – góra Vysoká hole – szczyt Vysoká hole–JZ – szczyt Kamzičník – góra Velký Máj – przełęcz Sedlo nad Malým kotlem – góra Jelení hřbet – Jelení studánka – przełęcz Sedlo pod Jelení studánkou – góra Jelenka – góra Ostružná – Rýmařov
 Karlova Studánka – dolina potoku Biała Opawa – góra Ostrý vrch – wodospady Białej Opawy – góra Petrovy kameny – Ovčárna – góra Vysoká hole – góra Temná – góra Kopřivná – Karlov pod Pradědem – Malá Morávka
 Kouty nad Desnou – góra Hřbety – góra Nad Petrovkou – Kamzík – góra Velký Jezerník – przełęcz Sedlo Velký Jezerník – schronisko Švýcárna – góra Pradziad – góra Petrovy kameny – Ovčárna – góra Vysoká hole – góra Hradečná – Karlova Studánka
 Karlova Studánka – dolina Białej Opawy – góra Ostrý vrch – schronisko Barborka – przełęcz U Barborky – góra Petrovy kameny – Ovčárna – góra Vysoká hole – Velká kotlina – dolina rzeki Moravice – Karlov pod Pradědem – Malá Morávka

### Szlaki rowerowe
Przez stok północno-wschodni góry przechodzi również szlak rowerowy na trasie:
 Červenohorské sedlo – góra Velký Klínovec – góra Výrovka – Kamzík – góra Velký Jezerník – przełęcz Sedlo Velký Jezerník – schronisko Švýcárna – góra Pradziad – przełęcz U Barborky – góra Petrovy kameny – Ovčárna – góra Vysoká hole – góra Hradečná – przełęcz Hvězda
 podjazd Przełęcz Hvězda – Pradziad: (długość: 9,1 km, różnica wysokości: 632 m, średnie nachylenie podjazdu: 6,9%)

### Trasy narciarskie
W okresach ośnieżenia można skorzystać z trzech wytyczonych przez górę narciarskich tras biegowych:
 Przełęcz Hvězda – góra Hradečná – góra Vysoká hole – góra Temná – Jelení cesta
 Przełęcz Hvězda – góra Hradečná – góra Vysoká hole – góra Temná – góra Kopřivná – Karlov pod Pradědem – Malá Morávka
Ponadto wzdłuż ścieżki głównej przebiega ścieżką edukacyjną  (cz. NS Po hřebenech – světem horských luk) tzw. Jesenická magistrála.
W pobliżu przełęczy Sedlo u Petrových kamenů zlokalizowano cztery trasy narciarstwa zjazdowego o różnym stopniu trudności z dwoma wyciągami orczykowymi:
| Trasy narciarstwa zjazdowego z wyciągami ze stoku góry Vysoká hole |                    |                 |                     |                |                   |
| Lp.                                                                | Trasa i oznaczenie | Długość trasy m | Różnica wysokości m | Rodzaj wyciągu | Długość wyciągu m |
| 1                                                                  | 1                  | 760             | 143                 | orczykowy      | 540               |
| 2                                                                  | 2                  | 610             | 143                 | orczykowy      | 540               |
| 3                                                                  | 3                  | 600             | 125                 | orczykowy      | 590               |
| 4                                                                  | 4                  | 600             | 125                 | orczykowy      | 590               |